# دره گیله‌تاغ
دره گیله‌تاغ (ترکی آذربایجانی: Dərə Gilətağ) یک منطقهٔ مسکونی در در جمهوری آذربایجان است که در شهرستان زنگلان واقع شده است؛ در جمهوری آرتساخ است که در استان کاشاتاق واقع شده‌است.